# V.P. Suhair
Suhair Vadakkepeedika (Palakkad, 27 luglio 1992) è un calciatore indiano, centrocampista dello Jamshedpur.

## Carriera

### Club
Ha giocato nella prima divisione indiana.

### Nazionale
Nel 2022 ha esordito nella nazionale indiana.

## Statistiche

### Presenze e reti nei club
| Stagione                | Club                    | Campionato              | Campionato | Campionato | Coppe nazionali | Coppe nazionali | Coppe nazionali | Coppe continentali | Coppe continentali | Coppe continentali | Supercoppe | Supercoppe | Supercoppe | Totale | Totale |
| Stagione                | Club                    | Comp                    | Pres       | Reti       | Comp            | Pres            | Reti            | Comp               | Pres               | Reti               | Comp       | Pres       | Reti       | Pres   | Reti   |
| ----------------------- | ----------------------- | ----------------------- | ---------- | ---------- | --------------- | --------------- | --------------- | ------------------ | ------------------ | ------------------ | ---------- | ---------- | ---------- | ------ | ------ |
| 2019-2020               | Mohun Bagan             | IL                      | 16         | 2          | SC              | -               | -               | -                  | -                  | -                  | -          | -          | -          | 16     | 2      |
| 2020-2021               | NorthEast United        | ISL                     | 17+2       | 2+1        | -               | -               | -               | -                  | -                  | -                  | -          | -          | -          | 19     | 3      |
| 2021-2022               | NorthEast United        | ISL                     | 19         | 4          | -               | -               | -               | -                  | -                  | -                  | -          | -          | -          | 19     | 4      |
| Totale NorthEast United | Totale NorthEast United | Totale NorthEast United | 38         | 7          |                 | 0               | 0               |                    | -                  | -                  |            | -          | -          | 38     | 7      |
| 2022-2023               | East Bengal             | ISL                     | 18         | 2          | SC              | 3               | 1               | -                  | -                  | -                  | DC         | 2          | 0          | 23     | 3      |
| 2023-2024               | East Bengal             | ISL+CPD                 | 8+1        | 0+2        | SC              | 2               | 0               | -                  | -                  | -                  | DC         | 5          | 0          | 16     | 2      |
| Totale East Bengal      | Totale East Bengal      | Totale East Bengal      | 27         | 4          |                 | 5               | 1               |                    | -                  | -                  |            | 7          | 0          | 39     | 5      |
| 2024-2025               | Gokulam Kerala          | IL                      | 13         | 0          | SC              | 0               | 0               | -                  | -                  | -                  | -          | -          | -          | 13     | 0      |
| 2025-2026               | Jamshedpur              | ISL                     | 0          | 0          | SC              | 0               | 0               | -                  | -                  | -                  | DC         | 4          | 0          | 4      | 0      |
| Totale Carriera         | Totale Carriera         | Totale Carriera         | 94         | 13         |                 | 5               | 1               |                    | -                  | -                  |            | 11         | 0          | 110    | 14     |

### Cronologia presenze e reti in nazionale
| Cronologia completa delle presenze e delle reti in nazionale ― India | Cronologia completa delle presenze e delle reti in nazionale ― India | Cronologia completa delle presenze e delle reti in nazionale ― India | Cronologia completa delle presenze e delle reti in nazionale ― India | Cronologia completa delle presenze e delle reti in nazionale ― India | Cronologia completa delle presenze e delle reti in nazionale ― India | Cronologia completa delle presenze e delle reti in nazionale ― India | Cronologia completa delle presenze e delle reti in nazionale ― India |
| Data                                                                 | Città                                                                | In casa                                                              | Risultato                                                            | Ospiti                                                               | Competizione                                                         | Reti                                                                 | Note                                                                 |
| -------------------------------------------------------------------- | -------------------------------------------------------------------- | -------------------------------------------------------------------- | -------------------------------------------------------------------- | -------------------------------------------------------------------- | -------------------------------------------------------------------- | -------------------------------------------------------------------- | -------------------------------------------------------------------- |
| 23-3-2022                                                            | Al Muharraq                                                          | Bahrein                                                              | 2 – 1                                                                | India                                                                | Amichevole                                                           | -                                                                    | 57’                                                                  |
| 26-3-2022                                                            | Riffa                                                                | India                                                                | 0 – 3                                                                | Bielorussia                                                          | Amichevole                                                           | -                                                                    | 59’                                                                  |
| Totale                                                               |                                                                      | Presenze                                                             | 2                                                                    |                                                                      | Reti                                                                 | 0                                                                    |                                                                      |

## Palmarès

### Competizioni nazionali
- I-League: 1

Mohun Bagan: 2019-2020
- Super Cup: 1

East Bengal: 2024